# Азербайджанський державний економічний університет
Азербайджанський державний економічний університет (азерб. Azərbaycan Dövlət İqtisad Universiteti)

## Історія
Державний економічний університет функціонує з 1934 року.
У 1930 році після ліквідації Азербайджанського державного університету на базі його факультетів були створені виші різних напрямків. На базі економічного факультету було створено вищий навчальний заклад під назвою «Азербайджанський торгово-кооперативний інститут».
Під цим ім’ям інститут функціонував до 1933 року.
2 січня 1933 року на базі Азербайджанського торгово-кооперативного інституту був створений Азербайджанський соціально-економічний інститут ім. К. Маркса.
30 грудня 1936 року за рішенням Ради народних комісарів Азербайджанської РСР на базі Азербайджанського соціально-економічного інституту було створено «Азербайджанський народногосподарський інститут» ім. К. Маркса, до нього було приєднано «Азербайджанський радянський торговий інститут». Цей інститут розпочав свою діяльність з 15 січня 1937 року і як самостійний ВНЗ функціонував до липня 1941 року.
Після початку  Німецько-радянської війни діяльність вишу було призупинено, й він функціонував як «економічний факультет» у складі Азербайджанського державного університету.
Після війни інститут було відновлено як самостійний ВНЗ. Однак, у березні 1959 року його діяльність знову було призупинено, а згодом приєднано до Азербайджанського державного університету. У лютому 1966 року було ухвалено рішення про відновлення «Азербайджанського народногосподарського інституту ім. Д. Буниатзаде».  
13 червня 2000 року за указом президента Азербайджану «Про вдосконалення навчальної системи в Азербайджанській республіці» на базі Азербайджанського державного економічного інституту й Бакинського товарознавчо-комерційного інституту було створено Азербайджанський державний економічний університет.

## Факультети і студенти
Це єдиний державний виш, що готує висококваліфіковані кадри для всіх галузей економіки. В університеті готуються фахівці за такими напрямками: 
- Бухгалтерський облік
- Фінанси
- Банківська справа
- Статистика
- Міжнародні економічні відносини
- Організація і управління митною справою
- Комерція
- Організація й управління бізнесом
- Товарознавство
- Інформатика
- Рекламна справа
- Держрегулювання економіки
- Стандартизація ціни та сертифікація
- Дизайн.

У цей час в університеті на 20 факультетах із 47 спеціальностей навчаються 11364 студентів бакалаврів і 738 магістрів.

## Наукова діяльність
Науковий потенціал університету дає змогу співробітництва з іноземними науковцями на різних рівнях. Створено зв’язки із багатьма авторитетними університетами, в тому числі французьким Монпельє I, турецьким «Мармара», Московським державним університетом, Московською народногосподарською академією, державними університетами України й Білорусі, Боннським Університетом, Амстердамським і багатьма іншими.
Університет є активним учасником міжнародних програм «Сорос», «Тасіс», «Темпус». Приділяється значна увага питанню обміну досвідом викладацько-студентського складу із зарубіжними країнами. Нині в університеті навчається значна кількість студентів з різних країн світу: Туреччини, Грузії, Лівану, Сирії, Йорданії, Ємену, Росії, Туркменістану.